# Институт зоологии и ботаники
Институт зоологии и ботаники (эст. Zooloogia ja Botaanika Instituut; ZBI) — бывший эстонский зоологический и ботанический научно-исследовательский институт, располагавшийся в городе в Тарту. Он был основан в 1947 году. В 2005 году был объединён с Институтом экспериментальной биологии и преобразован в Институт сельского хозяйства и окружающей среды Эстонского университета естественных наук.
Институт зоологии и ботаники являлся единственным научно-исследовательским подразделением в Эстонии для управления, распространения данных и экспертизы в области таксономии. Институт предоставлял данные о местной флоре, микроэволюции растительности, натурализации, инвазии чужеродных видов и динамике популяции растительности.

## История
Институт был основан в 1947 году. До 1952 года носил название Институт биологии. Располагался в городе Тарту (Выртсъярвская лимнологическая станция в Раннуском сельсовете).
В советское время институт занимался изучением флоры и фауны Эстонии, систематикой отдельных групп животных, грибов и растений, проблемами экологии. Институт занимался вопросами охраны и повышения биологической продуктивности водоёмов, методами биологической защиты от вредителей сельскохозяйственных растений и лесов.
Первоначально институт состоял из четырёх секторов: ботанического, гидробиологического, лесного и зоологического. Позднее количество секторов было увеличено. По данным 1979 года, в институте было 8 секторов и 191 работник. Среди них 76 научных работников, в том числе 8 докторов и 48 кандидатов наук.
С 1997 года он входит в структуру Эстонского университета естественных наук как центральный научно-исследовательский биологический институт в стране. В 2005 году был окончательно упразднён и преобразован в Институт сельского хозяйства и окружающей среды. Сейчас бывшие здания ZBI занимают различные научные и образовательные учреждения.

## Директора
- Харальд Хаберман (1947—1977)
- Калью Паавер (1977—1985)
- Эраст Пармасто (1985—1990)
- Андрес Коппель (1990—1996)
- Урмас Тартес (1996—2004)